# Стась, Сергей Леонидович
Серге́й Леони́дович Стась (бел. Сяргей Леанідавіч Стась; род. 28 апреля 1974, Минск) — белорусский хоккеист, защитник. Тренер.
Старший брат хоккеиста Андрея Стася.

## Биография
Воспитанник минской хоккейной школы «Юность» (тренеры — Э. Милушев, В. Астапенко).
Участник Олимпийских игр 1998 года в Нагано и 2002 года в Солт-Лейк-Сити.
Участник чемпионатов мира 1993 (кв. к группе «C»),
1997 (группа «B»),
1998,
2000,
2001,
2002,
2003,
2004.
За национальную сборную Белоруссии выступал с 1992 по 2005 год. Провёл 103 матча, набрал 31 (11+20) балл, заработал 165 минут штрафного времени.
В чемпионатах МХЛ провёл 41 матч, набрал 1 (1+0) балл, получил 82 минуты штрафного времени.
За игровую карьеру сменил более двадцати клубов.
В сезоне-2024/25 был главным тренером минской «Юности», которая в финальной серии белорусской Экстралиги победила «Витебск» (4-3). Стась стал чемпионом впервые в тренерской карьере. 

## Достижения
- Чемпион Белоруссии: 1993, 1994
- Серебряный призёр чемпионата Германии: (1999
- Чемпион Германии: 2003
- Серебряный призёр чемпиона Белоруссии в качестве тренера: 2021